# Claudia Dantschke

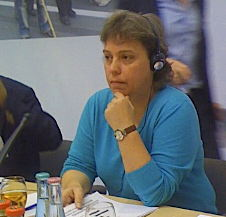
Claudia Dantschke bei einer Veranstaltung der Friedrich-Ebert-Stiftung in Berlin, 2011

Claudia Dantschke (* 1963 in Leipzig) ist eine deutsche Extremismus-Expertin, ehemalige Journalistin und Publizistin, die vor allem zum Thema Islamismus in Deutschland schreibt.

## Leben und Wirken
Dantschke studierte Arabistik an der Universität Leipzig und schloss eine Ausbildung als Dolmetscherin und Übersetzerin für Arabisch und Französisch ab. Von 1986 bis 1990 arbeitete sie als Fremdsprachenredakteurin in der arabischen Redaktion der DDR-Nachrichtenagentur ADN.
Ab 1993 war sie als freie Journalistin tätig, gemeinsam mit Ali Yildirims Presseagentur AYPA. Dantschke und Yıldırım berichteten bis 2007 gemeinsam über eine eigene Fernsehstation über den Berliner Kabelsender Spreekanal. Auch die Recherchen der beiden führten zum Verbot der radikal-islamistischen Hizb ut-Tahrir oder der türkischen Tageszeitung Anadolu'da Vakit. Die Tageszeitung bezeichnete AYPA zu dieser Zeit als Lieferant der „wichtigsten Erkenntnisse über die islamistische Szenerie in Deutschland“ der letzten Jahre.
Neben ihrer Tätigkeit als stellvertretende Chefredakteurin von AYPA-TV veröffentlichte Dantschke Arbeiten zu Themen wie Migration und Islamismus. Ihre Aufsätze zu diesem Themenkreis sind in Sachbüchern, Schulbüchern sowie in Broschüren der Bundeszentrale für politische Bildung zu finden. Auch Zeitungen veröffentlichten Gastartikel Dantschkes, wie Die Tageszeitung. Als feste Redakteurin war Dantschke von 2000 bis 2001 bei dem deutsch-türkischen Wochenblatt Perşembe tätig.
Ihre Publikationen und Rechercheergebnisse werden von Journalisten, Sachbuchautoren oder Wissenschaftlern zitiert, ausführlich etwa von Philipp Gessler in seinem Sachbuch Der neue Antisemitismus (2004), von Heinz-Gerhard Haupt und Dieter Langewiesche in Nation und Religion in Europa (2004) oder der Arbeitsgemeinschaft Sozialwissenschaftlicher Institute Deutschlands. Von 2002 bis 2020 war Dantschke Mitarbeiterin des Zentrums Demokratische Kultur, für das sie mehrere Studien veröffentlichte. Der Spiegel berichtete 2015 ausführlich über ihre Tätigkeit als „Deutschlands bekannteste Extremismusexpertin“. Ebenso brachte die New-York-Times 2014 ein ausführliches Porträt über ihre Arbeit.
Sie leitete bis Ende 2020 die von ihr im Sommer 2011 mitbegründete Beratungsstelle Hayat-Deutschland (türkisch, ‚Leben‘), die ihren Sitz in Berlin hat und vom Bundesamt für Migration und Flüchtlinge (BAMF) gefördert wurde. Seit Januar 2021 ist sie im Vorstand des neu gegründeten Vereins Grüner Vogel e. V. und leitet dort das Projekt „Beratungsstelle Leben“. Dantschke berät Eltern und Angehörige sich salafistisch und/oder dschihadistisch radikalisierender Personen mit dem Ziel, einen Deradikalisierungsprozess in Gang zu setzen.
Dantschke lebt in Berlin.

## Schriften
- Eberhard Seidel, Claudia Dantschke, Ali Yıldırım: Politik im Namen Allahs: Der Islamismus, eine Herausforderung für Europa. 2000. (online)

Aufsätze
- Islamismus, eine religiöse Ideologie. In: Zentrum Demokratische Kultur (Hrsg.): Volksgemeinschaft gegen McWorld. Rechtsintellektuelle Diskurse zu Globalisierung, Nation und Kultur. Klett, Düsseldorf 2003.
- Islamistischer Antisemitismus. In: Zentrum Demokratische Kultur der RAA Berlin, Amadeu Antonio Stiftung (Hrsg.): Vor Antisemitismus ist man nur noch auf dem Monde sicher. Antisemitismus und Antiamerikanismus in Deutschland. Klett, Düsseldorf 2004.
- Antisemitismus in der Palästinasolidarität. Das islamistische Milieu. In: Trotz und wegen Auschwitz. Nationale Identität und Antisemitismus nach 1945. Hrsg. von der AG Antifa/Antira im StuRa der Universität Halle, Unrast, 2004.
- Freiheit geistig-politischer Auseinandersetzung. Islamistischer Druck auf zivilgesellschaftliche Akteure. In: Islamismus. Hrsg. vom. Bundesministerium des Innern, Texte zur Inneren Sicherheit. 2004.
- Islam und Islamismus in Deutschland. In: Margarete Jäger, Jürgen Link (Hrsg.): Macht-Religion-Politik. Zur Renaissance religiöser Praktiken und Mentalitäten. Band 11. Edition DISS, Unrast, 2006.

Studien
- Demokratiegefährdende Phänomene in Kreuzberg und Möglichkeiten der Intervention. Ein Problemaufriss. Eine Kommunalanalyse im Berliner Bezirk Friedrichshain-Kreuzberg. Hrsg. Zentrum Demokratische Kultur, Projektbereich Community Coaching. Berlin 2002/2003
- Aspekte der Demokratiegefährdung im Berliner Bezirk Mitte und Möglichkeiten der demokratischen Intervention. Hrsg. Zentrum Demokratische Kultur, Projektbereich Community Coaching. Berlin 2003/2004.

## Auszeichnungen
- 2010 Ingeborg-Drewitz-Preis der Humanistischen Union[11][12]
- 2017 Stieg-Larsson-Preis der Stieg-Larsson-Foundation[13]